# Arsenio Luzardo
Roberto Arsenio Luzardo Correa (Treinta y Tres, 4 de septiembre de 1959) es un exfutbolista uruguayo. 

## Carrera deportiva
Con el Club Nacional de Football ganó la Copa Intercontinental 1980. En España jugó desde 1985 hasta 1992 en el Recreativo de Huelva donde se convirtió en uno de los jugadores más queridos de la afición por sus espectaculares goles.
Más tarde militó en el LG Cheetahs de Corea del Sur y US Biskra de Argelia. Participó en once ocasiones en partidos de la Selección de fútbol de Uruguay.

## Selección nacional
Fue internacional con la Selección de Uruguay en once partidos y marcó dos goles.

### Participaciones en Copa América
| Copa              | Sede          | Resultado | PJ | Goles |
| ----------------- | ------------- | --------- | -- | ----- |
| Copa América 1983 | Sin sede fija | Campeón   | 3  | 1     |

## Palmarés

### Títulos nacionales
| Título              | Equipo   | País    | Año  |
| ------------------- | -------- | ------- | ---- |
| Campeonato Uruguayo | Nacional | Uruguay | 1980 |
| Campeonato Uruguayo | Nacional | Uruguay | 1983 |

### Títulos internacionales
| Título                | Equipo                                | País                                  | Año  |
| --------------------- | ------------------------------------- | ------------------------------------- | ---- |
| Sudamericano Sub-20   | Selección de fútbol sub-20 de Uruguay | Selección de fútbol sub-20 de Uruguay | 1979 |
| Copa Libertadores     | Nacional                              | Uruguay                               | 1980 |
| Copa Intercontinental | Nacional                              | Uruguay                               | 1980 |
| Copa América          | Selección de fútbol de Uruguay        | Selección de fútbol de Uruguay        | 1983 |

### Distinciones individuales
| Distinción                                         | Año  |
| -------------------------------------------------- | ---- |
| Máximo goleador del Campeonato Uruguayo (13 goles) | 1983 |
| Máximo goleador de la Copa Libertadores (8 goles)  | 1983 |